# Семенівка (Гомельський район)
Семенівка (біл. Сямёнаўка) — селище в Терюській сільській раді Гомельського району Гомельської області Республіки Білорусь.

## Географія

### Розташування
За 9 км від залізничної станції Кравцовка (на лінії Гомель — Чернігів), 37 км на південь від Гомеля. Поруч державний кордон із Україною. Поруч є поклади глини.

## Гідрографія
На річці Немильня (притока річки Сож).

## Транспортна мережа
Транспортні зв'язки степовою, потім автомобільною дорогою Старі Яриловичі — Гомель. Планування складається із криволінійної меридіональної вулиці, забудованої двосторонньо дерев'яними будинками садибного типу.

## Населення

### Чисельність
- 2009 — 26 мешканців